# Schots Commando
Het Schots Commando (Engels: Scottish Command) was een commando van de British Army.

## Geschiedenis
Het commando werd in 1905 op Edinburgh Castle opgericht naar verhuisde in de jaren 1950 naar Craigiehall, nabij Edinburgh.
In september 1939 bestond het uit de 9e (Hoogland) Infanteriedivisie, 51e (Hoogland) Infanteriedivisie, 15e (Schotse) Infanteriedivisie en 52e (Laagland) Divisie plus andere troepen.
De bevelhebber was daarnaast ook benoemd tot gouverneur van Edinburgh Castle.
Het commando ging in 1972 op in het Land Command, hetgeen na een nieuwe herstructurering in 2008 de HQ Land Force (HQ LF) werd, en Schotland werd een district in de nieuwe structuur.

## Bevelhebbers
General Officers Commanding-in-Chief van het Schots Commando waren:
- 1905 luitenant-generaal Sir Charles Tucker
- 1905 - 1909 luitenant-generaal Sir Edward Leach
- 1909 - 1913 luitenant-generaal Sir Bruce Hamilton
- 1914 - 1918 luitenant-generaal Sir Spencer Ewart
- 1918 - 1919 luitenant-generaal Sir Frederick McCracken
- 1919 - 1923 luitenant-generaal Sir Francis Davies
- 1924 - 1925 luitenant-generaal Sir Walter Braithwaite
- 1926 - 1930 luitenant-generaal Sir William Peyton
- 1930 - 1933 generaal Sir Percy Radcliffe
- 1933 - 1937 generaal Sir Archibald Cameron
- 1937 - 1940 generaal Sir Charles Grant
- 1940 - 1941 luitenant-generaal Sir Harold Carrington
- 1941 - 1945 luitenant-generaal Sir Andrew Thorne
- 1945 - 1947 luitenant-generaal Sir Neil Ritchie
- 1947 - 1949 luitenant-generaal Sir Philip Christison
- 1949 - 1952 luitenant-generaal Sir Gordon MacMillan
- 1952 - 1955 luitenant-generaal Sir Colin Barber
- 1955 - 1958 luitenant-generaal Sir Horatius Murray
- 1958 - 1961 luitenant-generaal Sir George Collingwood
- 1961 - 1964 luitenant-generaal Sir William Turner
- 1964 - 1966 luitenant-generaal Sir George Gordon-Lennox
- 1966 - 1969 luitenant-generaal Sir Derek Lang
- 1969 - 1972 luitenant-generaal Sir Henry Leask